# Per te (Canova)
Per te è un singolo del gruppo musicale italiano Canova pubblicato il 17 maggio 2019.

## Tracce
1. Per te – 2:44